# Pacific Liner
Pacific Liner (Brasil: Transpacífico / Portugal: O Dragão do Mar) é um filme norte-americano de 1939, do gênero ação, dirigido por Lew Landers e estrelado por Victor McLaglen e Chester Morris.
O filme é uma aventura no mar, com um elenco superior ao produto oferecido.
A trilha sonora foi indicada ao Oscar.

## Sinopse
O transatlântico S. S. Arcturus parte de Xangai com destino a São Francisco com um chinês clandestino infectado pelo cólera. Logo, a praga se espalha e cabe ao engenheiro chefe Crusher McKay e ao médico Doutor Tony Craig, que brigam pelo amor da enfermeira Ann Grayson, controlar a situação. As coisas ficam complicadas quando Crusher também é infectado e a tripulação ameaça um motim. Tudo se encaminha para um final trágico, quando Crusher decide heroicamente deixar o leito e esquecer a rivalidade com o doutor. Juntos, eles levam a embarcação a salvo até o porto mais próximo, onde Tony e Ann juram amor eterno.

## Premiações
| Patrocinador                                  | Prêmio | Categoria                     | Situação |
| --------------------------------------------- | ------ | ----------------------------- | -------- |
| Academia de Artes e Ciências Cinematográficas | Oscar  | Melhor Trilha Sonora Original | Indicado |

## Elenco
| Ator/Atriz       | Personagem        |
| ---------------- | ----------------- |
| Victor McLaglen  | Crusher McKay     |
| Chester Morris   | Doutor Tony Craig |
| Wendy Barrie     | Ann Grayson       |
| Alan Hale        | Gallagher         |
| Barry Fitzgerald | Britches          |
| Allan Lane       | Bilson            |
| Halliwell Hobbes | Capitão Matthews  |
| Cy Kendall       | Deadeyes          |
| Paul Guilfoyle   | Wishart           |
| John Wray        | Metcalfe          |
| Emory Parnell    | Olaf              |
| Adia Kuznetzoff  | Silvio            |
| John Bleifer     | Kovac             |